# Dorotea Carlotta di Brandeburgo-Ansbach
Dorotea Carlotta di Brandeburgo-Ansbach (Ansbach, 28 novembre 1661 – Darmstadt, 15 novembre 1705) è stata una nobile tedesco.

## Biografia
Era figlia del margravio Alberto II di Brandeburgo-Ansbach (1620-1667), e della sua seconda moglie Sofia Margherita di Oettingen-Oettingen (1634-1664), figlia a sua volta del conte Gioacchino Ernesto di Oettingen-Oettingen.
Il 1º dicembre 1687 sposò, a Darmstadt, il langravio Ernesto Luigi d'Assia-Darmstadt. Il marito rimase sino all'anno successivo sotto la reggenza della madre Elisabetta Dorotea di Sassonia-Gotha-Altenburg.
Dorotea Carlotta, decisa sostenitrice del pietismo, esercitò una notevole influenza sul marito, soprattutto nelle questioni religiose e, in stretta cooperazione con Philipp Jacob Spener, rese prevalente il pietismo a corte e nell'università dell'Assia-Darmstadt. Dopo la sua morte il langravio s'allontanò significativamente dal pietismo. La langravia venne sepolta nella cripta principesca della chiesa cittadina di Darmstadt.

## Figli
Dal matrimonio con Ernesto Luigi nacquero i seguenti figli:
- Dorotea Sofia (1689-1723), sposò il principe Johann Friedrich von Hohenlohe-Öhringen;
- Luigi (1691-1768), poi langravio con il nome di Luigi VIII;
- Carlo Guglielmo (1693-1707);
- Francesco Ernesto (1695-1717);
- Federica Carlotta (1698-1777), sposò Massimiliano, langravio d'Assia-Kassel, figlio di Carlo I d'Assia-Kassel.

## Ascendenza
|                                                    |                                                   |                                                    | Genitori                                          |  |  | Nonni |  |  | Bisnonni                                          |  |  | Trisnonni                                        |  |
|                                                    |                                                   |                                                    |                                                   |  |  |       |  |  | 8. Johann Georg, principe elettore di Brandeburgo |  |  | 16. Joachim II, principe elettore di Brandeburgo |  |
|                                                    |                                                   |                                                    |                                                   |  |  |       |  |  | 8. Johann Georg, principe elettore di Brandeburgo |  |  | 16. Joachim II, principe elettore di Brandeburgo |  |
|                                                    |                                                   | 17. Magdalene von Sachsen                          |                                                   |  |  |       |  |  | 8. Johann Georg, principe elettore di Brandeburgo |  |  |                                                  |  |
| 4. Joachim Ernst, margravio di Brandeburgo-Ansbach |                                                   |                                                    |                                                   |  |  |       |  |  | 8. Johann Georg, principe elettore di Brandeburgo |  |  |                                                  |  |
|                                                    |                                                   | 9. Elisabeth von Anhalt                            | 18. Joachim Ernst, principe di Anhalt             |  |  |       |  |  |                                                   |  |  |                                                  |  |
|                                                    |                                                   | 9. Elisabeth von Anhalt                            | 18. Joachim Ernst, principe di Anhalt             |  |  |       |  |  |                                                   |  |  |                                                  |  |
|                                                    |                                                   | 9. Elisabeth von Anhalt                            | 19. Agnes von Barby                               |  |  |       |  |  |                                                   |  |  |                                                  |  |
| 2. Albrecht II, margravio di Brandeburgo-Ansbach   |                                                   | 9. Elisabeth von Anhalt                            |                                                   |  |  |       |  |  |                                                   |  |  |                                                  |  |
|                                                    |                                                   | 10. Johann Georg I, conte di Solms-Laubach         | 20. Friedrich Magnus I, conte di Solms-Laubach    |  |  |       |  |  |                                                   |  |  |                                                  |  |
|                                                    |                                                   | 10. Johann Georg I, conte di Solms-Laubach         | 20. Friedrich Magnus I, conte di Solms-Laubach    |  |  |       |  |  |                                                   |  |  |                                                  |  |
|                                                    |                                                   | 10. Johann Georg I, conte di Solms-Laubach         | 21. Agnes zu Wied                                 |  |  |       |  |  |                                                   |  |  |                                                  |  |
| 5. Sophie von Solms-Laubach                        |                                                   | 10. Johann Georg I, conte di Solms-Laubach         |                                                   |  |  |       |  |  |                                                   |  |  |                                                  |  |
|                                                    |                                                   | 11. Margarethe von Schönburg-Glauchau              | 22. Georg I, signore di Schönburg-Glauchau        |  |  |       |  |  |                                                   |  |  |                                                  |  |
|                                                    |                                                   | 11. Margarethe von Schönburg-Glauchau              | 22. Georg I, signore di Schönburg-Glauchau        |  |  |       |  |  |                                                   |  |  |                                                  |  |
|                                                    |                                                   | 11. Margarethe von Schönburg-Glauchau              | 23. Dorothea Reuss zu Greiz                       |  |  |       |  |  |                                                   |  |  |                                                  |  |
| 1. Dorothea Charlotte von Brandenburg-Ansbach      |                                                   | 11. Margarethe von Schönburg-Glauchau              |                                                   |  |  |       |  |  |                                                   |  |  |                                                  |  |
|                                                    | 12. Ludwig Eberhard, conte di Oettingen-Oettingen | 24. Gottfried, conte di Oettingen-Oettingen        |                                                   |  |  |       |  |  |                                                   |  |  |                                                  |  |
|                                                    | 12. Ludwig Eberhard, conte di Oettingen-Oettingen | 24. Gottfried, conte di Oettingen-Oettingen        |                                                   |  |  |       |  |  |                                                   |  |  |                                                  |  |
|                                                    | 12. Ludwig Eberhard, conte di Oettingen-Oettingen | 25. Johanna zu Hohenlohe-Waldenburg                |                                                   |  |  |       |  |  |                                                   |  |  |                                                  |  |
| 6. Joachim Ernst, conte di Oettingen-Oettingen     | 12. Ludwig Eberhard, conte di Oettingen-Oettingen |                                                    |                                                   |  |  |       |  |  |                                                   |  |  |                                                  |  |
|                                                    |                                                   | 13. Margarethe zu Erbach                           | 26. Georg III, conte di Erbach                    |  |  |       |  |  |                                                   |  |  |                                                  |  |
|                                                    |                                                   | 13. Margarethe zu Erbach                           | 26. Georg III, conte di Erbach                    |  |  |       |  |  |                                                   |  |  |                                                  |  |
|                                                    |                                                   | 13. Margarethe zu Erbach                           | 27. Anna zu Solms-Laubach                         |  |  |       |  |  |                                                   |  |  |                                                  |  |
| 3. Sophie Margarete zu Oettingen-Oettingen         |                                                   | 13. Margarethe zu Erbach                           |                                                   |  |  |       |  |  |                                                   |  |  |                                                  |  |
|                                                    |                                                   | 14. Heinrich Wilhelm I, conte di Solms-Sonnenwalde | 28. Johann Georg I, conte di Solms-Laubach (= 10) |  |  |       |  |  |                                                   |  |  |                                                  |  |
|                                                    |                                                   | 14. Heinrich Wilhelm I, conte di Solms-Sonnenwalde | 28. Johann Georg I, conte di Solms-Laubach (= 10) |  |  |       |  |  |                                                   |  |  |                                                  |  |
|                                                    |                                                   | 14. Heinrich Wilhelm I, conte di Solms-Sonnenwalde | 29. Margarethe von Schönburg-Glauchau (= 11)      |  |  |       |  |  |                                                   |  |  |                                                  |  |
| 7. Anna Sibylle zu Solms-Sonnenwalde               |                                                   | 14. Heinrich Wilhelm I, conte di Solms-Sonnenwalde |                                                   |  |  |       |  |  |                                                   |  |  |                                                  |  |
|                                                    |                                                   | 15. Sophie Dorothea von Mansfeld-Arnstein          | 30. Wilhelm V, conte di Mansfeld-Arnstein         |  |  |       |  |  |                                                   |  |  |                                                  |  |
|                                                    |                                                   | 15. Sophie Dorothea von Mansfeld-Arnstein          | 30. Wilhelm V, conte di Mansfeld-Arnstein         |  |  |       |  |  |                                                   |  |  |                                                  |  |
|                                                    |                                                   | 15. Sophie Dorothea von Mansfeld-Arnstein          | 31. Mathilde von Nassau-Dillenburg                |  |  |       |  |  |                                                   |  |  |                                                  |  |
|                                                    |                                                   | 15. Sophie Dorothea von Mansfeld-Arnstein          |                                                   |  |  |       |  |  |                                                   |  |  |                                                  |  |